# Texaco/Havoline 200 1996
Texaco/Havoline 200 1996 var ett race som kördes den 18 augusti på Road America, vilket var den fjortonde deltävlingen i CART World Series säsongen 1996. Michael Andretti tog sig in i titelkampen genom att ta hand om segern, vilket gjorde att Jimmy Vasser, Al Unser Jr., Alex Zanardi och Andretti fortfarande hade chansen att vinna titeln, även om det var klar fördel för Vasser.

## Slutresultat
| Plats | Förare                | Team                     | Grid | Kvaltid  |
| ----- | --------------------- | ------------------------ | ---- | -------- |
| 1     | Michael Andretti      | Newman/Haas Racing       | 3    | 1'42.294 |
| 2     | Bobby Rahal           | Team Rahal               | 9    | 1'42.947 |
| 3     | Alex Zanardi          | Chip Ganassi Racing      | 1    | 1'41.998 |
| 4     | Stefan Johansson      | Bettenhausen Motorsports | 21   | 1'45.375 |
| 5     | Bryan Herta           | Team Rahal               | 6    | 1'42.648 |
| 6     | Jimmy Vasser          | Chip Ganassi Racing      | 7    | 1'42.784 |
| 7     | Scott Pruett          | Patrick Racing           | 16   | 1'43.686 |
| 8     | Juan Manuel Fangio II | All American Racing      | 24   | 1'46.934 |
| 9     | Max Papis             | Arciero-Wells Racing     | 23   | 1'46.104 |
| 10    | Al Unser Jr.          | Marlboro Team Penske     | 12   | 1'43.344 |
| 11    | Parker Johnstone      | Comptech Racing          | 20   | 1'45.269 |
| 12    | Paul Tracy            | Marlboro Team Penske     | 8    | 1'42.899 |
| 13    | Adrián Fernández      | Tasman Motorsports       | 14   | 1'43.643 |
| 14    | Raul Boesel           | Brahma Sports Team       | 17   | 1'44.644 |
| 15    | Hiro Matsushita       | Payton/Coyne Racing      | 26   | 1'49.007 |
| 16    | Christian Fittipaldi  | Newman/Haas Racing       | 4    | 1'42.380 |
| 17    | Robby Gordon          | Walker Racing            | 15   | 1'43.656 |
| 18    | P.J. Jones            | All American Racing      | 25   | 1'47.586 |
| 19    | André Ribeiro         | Tasman Motorsports       | 18   | 1'44.992 |
| 20    | Mark Blundell         | PacWest Racing           | 13   | 1'43.609 |
| 21    | Maurício Gugelmin     | PacWest Racing           | 5    | 1'42.478 |
| 22    | Roberto Moreno        | Payton/Coyne Racing      | 22   | 1'45.737 |
| 23    | Greg Moore            | Forsythe Racing          | 11   | 1'43.413 |
| 24    | Gil de Ferran         | Jim Hall Racing          | 2    | 1'42.260 |
| 25    | Davy Jones            | Galles Racing            | 19   | 1'45.253 |
| 26    | Jan Magnussen         | Marlboro Team Penske     | 10   | 1'43.292 |